# Bangkok Story
Bangkok Story, auch als Killing Drugs bekannt, ist ein 1988 vor Ort in Thailand gedrehter, deutscher Actionfilm von Rolf von Sydow, dessen letzter Kinofilm es war. Die Hauptrollen spielen Heiner Lauterbach, Günther Maria Halmer und Rolf Hoppe. Der Geschichte liegt der Roman Siamesische Hunde von Detlef Blettenberg zugrunde.

## Handlung
Der deutsche Entwicklungshilfe-Experte Brandau ist mit seiner Sekretärin und Geliebten Robin nach Thailand entsandt worden, um Dritte-Welt-Projekte in Augenschein zu nehmen und für deren Durchführung zu sorgen. Während er in Bangkok bei drückender Hitze und extrem hoher Luftfeuchtigkeit über seiner Arbeit brütet, gerät er langsam aber sicher ins Fadenkreuz der hiesigen Drogenmafia. Denn unwissentlich hat Brandau mit Entwicklungshilfe-Fördergeldern der thailändischen Polizei neue Funkgeräte finanziert. Den Rauschgiftgangstern passt diese unbeabsichtigte deutsche Amtshilfe erwartungsgemäß überhaupt nicht. Man warnt Brandau eindringlich, sich nicht weiter in innerthailändische Angelegenheiten einzumischen. Brandau nimmt diese Warnungen zunächst aber nicht ernst. Dann aber werden ihm Fotos von seiner tot am Swimmingpool liegenden Freundin zugespielt.
Brandau nimmt nun den Kampf gegen den brutalen Feind auf und sichert sich dabei zunächst die Hilfe des deutschen Landsmann Dombrowsky, seines Zeichens ein versierter, angeblicher Journalist, der sich mit Land und Leuten auskennt. Außerdem steht dieser in Diensten des deutschen Bundesnachrichtendienstes BND und soll für die deutsche Behörde die Zusammenhänge der Drogenverbindungswege zwischen Thailand, Singapur und Deutschland eruieren. Als es zu einem Treffen mit den hiesigen Drogenbossen kommt, rät man den beiden Deutschen dringend, augenblicklich das Land zu verlassen. Doch Brandau will, schon der toten Robin wegen, nicht lockerlassen und fahndet auf eigene Faust weiter. Bald muss er feststellen, dass er seitens der thailändischen Polizei missbraucht wurde, die ihn als Köder für das Drogenkartell einsetzte um selbiges hochzunehmen. Schließlich kommt es zum Showdown mit dem Deutschen Hart, der sich als Brandaus zentraler Gegenspieler erweist.

## Produktionsnotizen
Diese vom Bayerischen Rundfunk mitproduzierte Film-Fernseh-Coproduktion, auch bekannt unter dem Zweittitel Killing Drugs, entstand im Januar und Februar 1988 in der thailändischen Hauptstadt und Umgebung. Die Uraufführung fand am 31. August 1989 statt, die deutsche Filmpremiere war am 19. November 1992 im Dritten Programm des Bayerischen Rundfunks.

## Kritik
„„Bangkok Story“ besticht weder durch eine spektakuläre Handlung noch durch einfallsreiche Dialogpartien. Bestechend ist allenfalls die genaue Beschreibung der Verhältnisse in Thailand.“

„Dilettantischer und krampfhafter Versuch, einen Drogen-Krimi verzwickt und spannend zu erzählen; angesichts der papiernen Dialoge helfen auch die willkürlich eingeschobenen exotischen Tourismus-Bilder nicht mehr.“

Kritiker Hans-Ulrich Pönack befand: „Das ist eine hirnrissige Kriminalstory um einen tapferen Entwicklungshelfer. Der kommt in Fernost versehentlich der Drogenmafia in die Quere. Nun tauchen die typischen Beigaben und Statisten für diese Art Story auf: Ein deutscher Geheimagent, getarnt als sehr auffällig herumschnüffelnder deutscher Journalist, dümmliche Bonner Regierungsbeamte, gefährliche Schlitzaugen, leichte Girls. Heiner Lauterbach, Günther Maria Halmer oder DDR-Star Rolf Hoppe tapern von einem Quatsch in den nächsten. „Bangkok Story“ ist primitiv-peinlicher Krimiunfug, der vom Bayerischen Rundfunk, der Berliner Filmförderung und der Filmförderungsanstalt gefördert wurde. Eine Sauerei.“